# Gadács
Gadács (vormals Gudas, veraltet deutsch: Gadatsch) ist eine ungarische Gemeinde und eine Ortschaft im Kreis Kaposvár im Komitat Somogy.

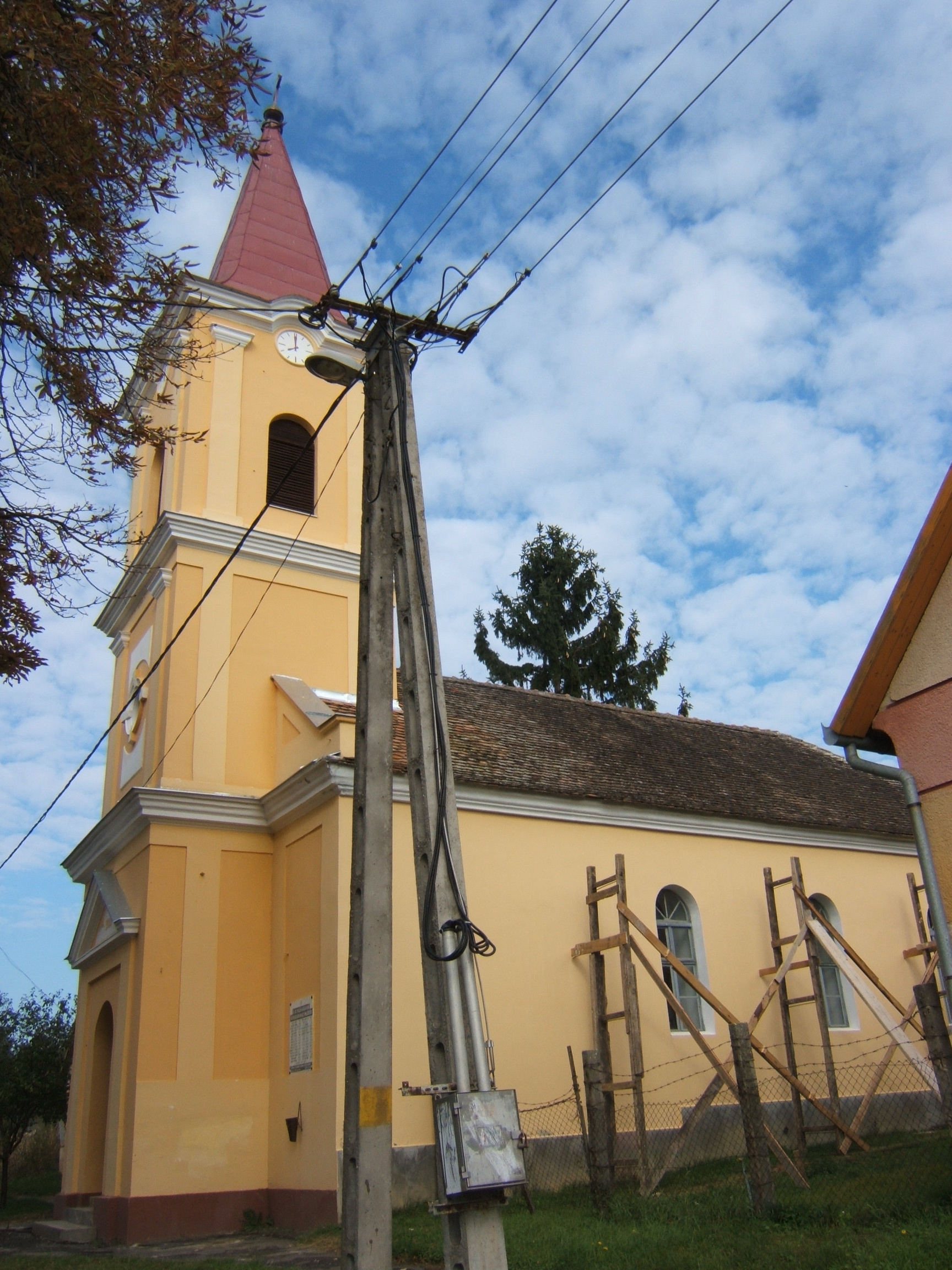
Evangelische Kirche in Gadács

Die Ersterwähnung erfolgte 1338.